# No Promises (bài hát của Bryan Rice)
"No Promises" là một ca khúc của ca sĩ người Đan Mạch Bryan Rice trong album phòng thu đầu tay của anh, Confessional (2006). Ca khúc được thu âm làm nhạc phim cho bộ phim hài Nynne, năm 2005. Nó là hit lớn tại Đan Mạch năm 2005/2006, đạt vị trí số 1 trên Danish Airplay Chart.
Ca khúc này sau đó đã được cover bởi Shayne Ward và đạt được thành công quốc tế.

## Danh sách track
- Nhạc số tải về

1. "No Promises" – 3:52

- Nhạc số tải về (remix)

1. "No Promises (Remix)" (Weekend Wonderz Club Mix – 6:25

- CD quảng cáo (remix)

1. "No Promises" (Weekend Wonderz Edit)
2. "No Promises" (Weekend Wonderz Club Mix)

## Thành tích xếp hạng
Bài hát đã có 3 tuần liên tiếp ở vị trí quán quân trên Danish Airplay Chart. Tuy nhiên, nó đã không có mặt trên bảng xếp hạng đĩa đơn chính thức Tracklisten, bởi trước năm 2007, các ca khúc chỉ phát hành dưới dạng download không đủ tiêu chuẩn để lọt vào bảng xếp hạng này.
| Bảng xếp hạng (2006)           | Vị trí cao nhất |
| ------------------------------ | --------------- |
| Đan Mạch Airplay (Tracklisten) | 1               |

## Phiên bản Shayne Ward
"No Promises" là đĩa đơn thứ hai của quán quân X Factor Shayne Ward từ album phòng thu đầu tiên của anh, Shayne Ward. Nó đã được phát hành ngày 10 tháng 4 năm 2006.
Bài hát đã đạt đến vị trí số 2 trên UK Singles Chart và số 4 trên UK Official Download Chart. Các mặt B, "A Million Love Songs" và "Unchained Melody" cũng đã đạt vị trí 85 và 100 trên Download Chart. "No Promises" cũng đã đem lại đĩa đơn quán quân thứ 2 cho Ward tại Ireland. Đĩa đơn đã bán được hơn 200.000 bản tại Anh. Kết thúc 2006, nó xếp thứ 16 trong danh sách các đĩa đơn bán chạy nhất trong năm tại Anh.

### Danh sách track
1. "No Promises" – 3:54
2. "Unchained Melody" (trực tiếp tại X Factor) – 4:08
3. "A Million Love Songs" (trực tiếp tại X Factor) – 5:05
4. Chat with Shayne – 11:49

### Xếp hạng
| Bảng xếp hạng (2006)          | Vị trí cao nhất |
| ----------------------------- | --------------- |
| Ireland (IRMA)                | 1               |
| Na Uy (VG-lista)              | 13              |
| Thụy Điển (Sverigetopplistan) | 4               |
| Anh Quốc (OCC)                | 2               |